# Alford, Massachusetts

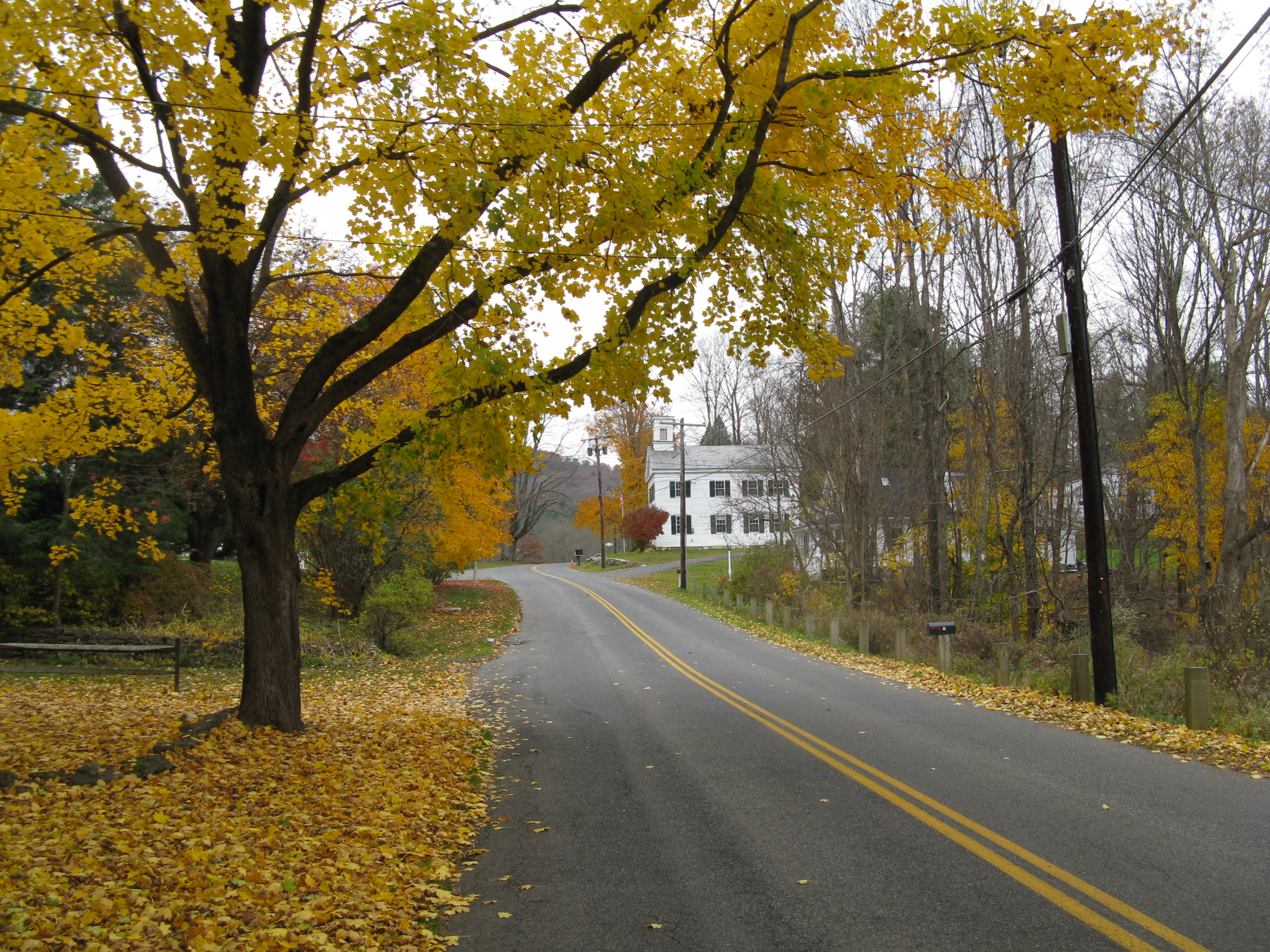

Alford är en kommun (town) i Berkshire County i delstaten Massachusetts, USA med cirka 399 invånare (2000). Den har enligt United States Census Bureau en area på 29,9 km² varav allt är land.